# Cotorina Coyotes
Cotorina Coyotes es una localidad del estado mexicano de Aguascalientes. Es parte del municipio de Aguascalientes.

## Demografía
| Gráfica de evolución demográfica |
|                                  |

| Censo | Población |
| ----- | --------- |
| 1990  | 525       |
| 2000  | 888       |
| 2010  | 1 298     |
| 2020  | 1 533     |